# Pomnik Edwarda Jancarza w Gorzowie Wielkopolskim
Pomnik Edwarda Jancarza w Gorzowie Wielkopolskim, česky lze přeložit jako Pomník Edwarda Jancarze v Gorzówě Wielkopolském, je bronzová plastika a památník instalovaný na pravém břehu řeky Warta, ve čtvrti Środmieście města/městského okresu Gorzów Wielkopolski v Lubušském vojvodství v západním Polsku.

## Historie a popis
Pomnik Edwarda Jancarza w Gorzowie Wielkopolskim byl postaven jako první pomník na světě připomínající motocyklového závodníka na ploché dráze. Byl odhalen v roce 2005 a vznikl z iniciativy Towarzystwa Miłośników Gorzowa (Sdružení milovníků Gorzówa). Bronzová socha výšky 1,70 m zobrazuje nejslavnějšího jezdce a závodníka klubu Stal Gorzów Wielkopolski, kterým byl Edward Jancarz (1946–1992). Edward Jancarz je zobrazen v životní velikosti jako sedící na plochodrážním motocyklu a pravou rukou drží řídítka motocyklu. Oblečen je v závodnické kombinéze a botech. Autorem sochy je místní sochař Andrzej Moskaluk (*1960). U pomníku jsou na zemi a na tyči umístěny pamětní desky s nápisy.

## Další informace
Dílo je celoročně volně přístupné.

## Galerie

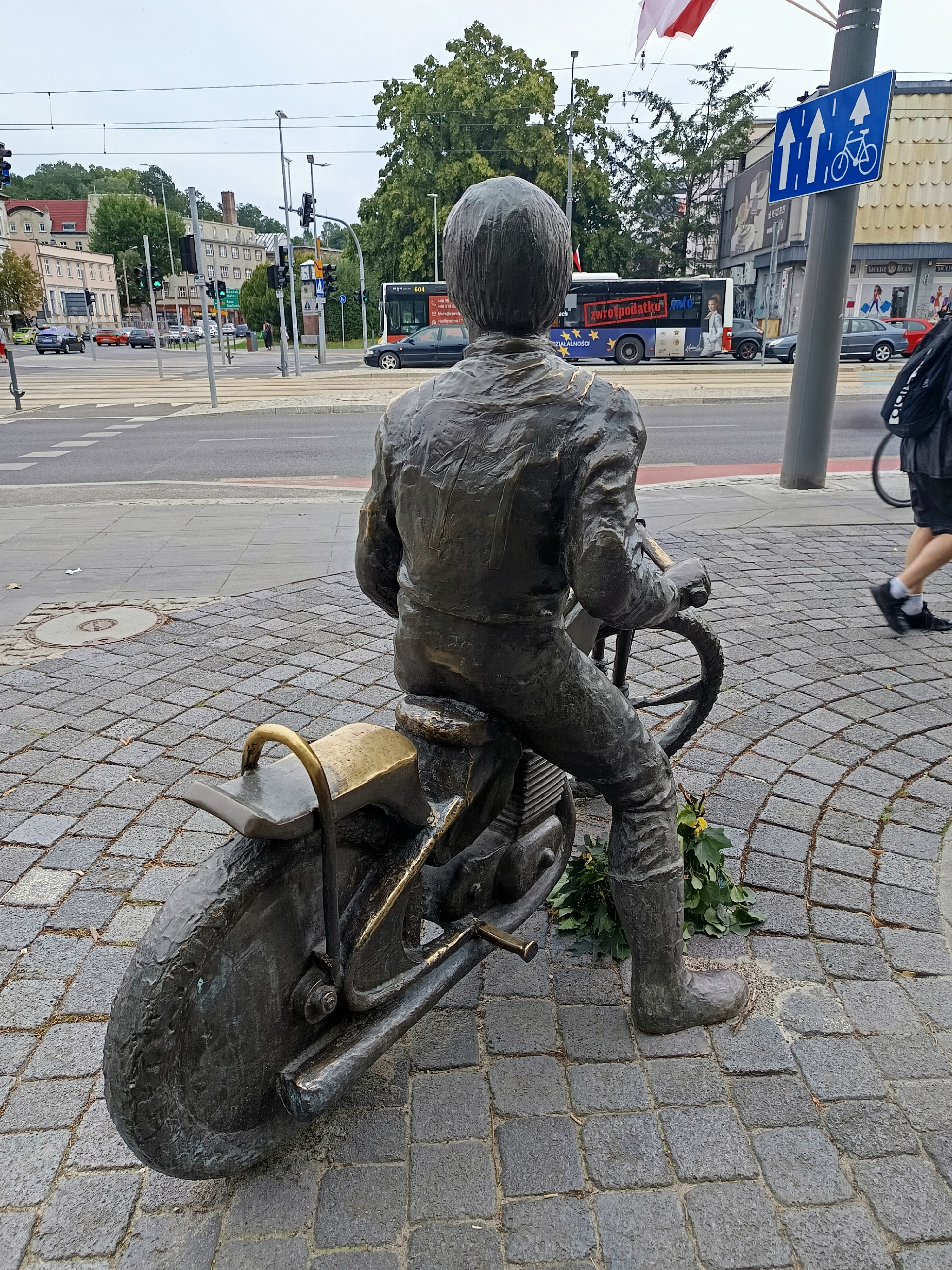
Zadní pohled na dílo
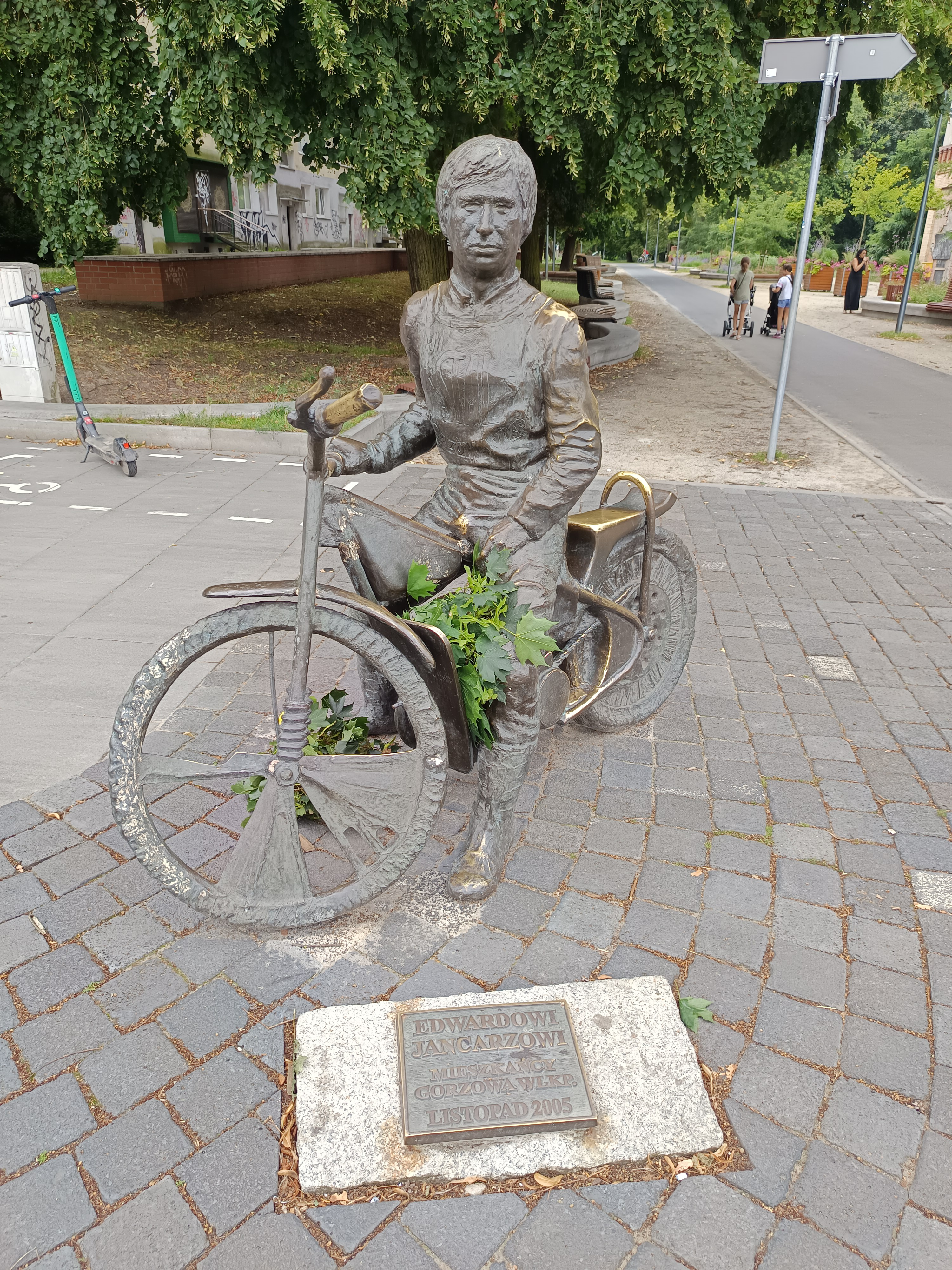
Čelní pohled na dílo
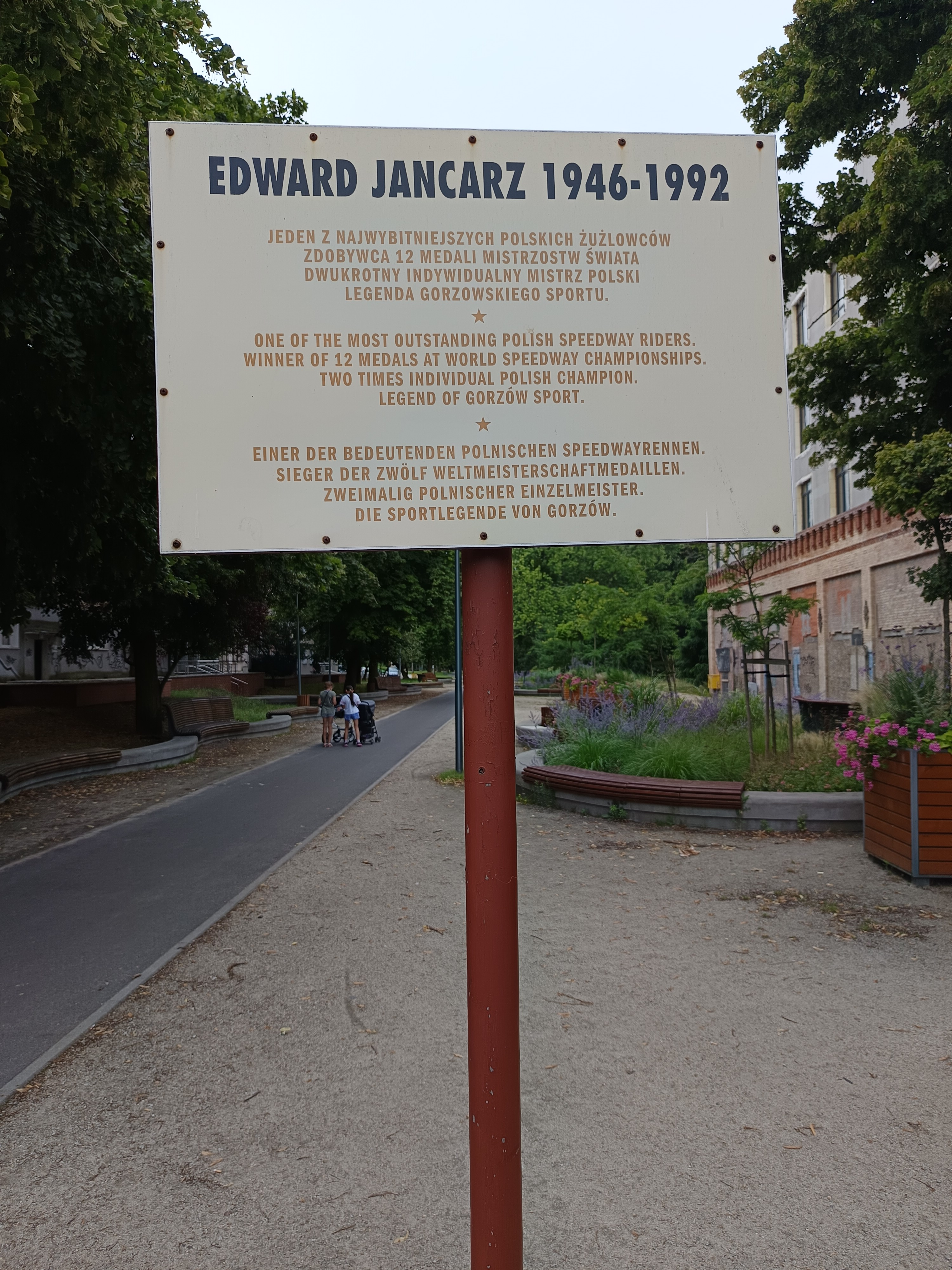
Informační panel u díla